# Jean de Courvoisier
Pour les articles homonymes, voir Courvoisier et Jean Courvoisier.
Jean Joseph Antoine de Courvoisier est un magistrat et homme politique français né à Besançon (Doubs) le 29 novembre 1775 et mort à Lyon (Rhône) le 10 septembre 1835.

## Biographie
Fils d'un professeur de droit à l'université de Besançon, Jean de Courvoisier suivit son père en émigration et entra dans l'armée de Condé où il gagna la croix de chevalier de Saint-Louis. Jean de Courvoisier sert en 1797 dans le régiment de Bussy avec le grade de premier lieutenant. Il se trouve dans les principales affaires, et partout donne des preuves de courage et de dévouement. Blessé d'un coup de sabre en 1790 à la Bataille de Neuwied, il l’est une seconde fois en 1800 à Saravalle.
Il revint en France en 1803 et se fit recevoir avocat. Conseiller auditeur à la cour impériale de Besançon (1808), la Seconde Restauration le nomma avocat général près cette cour (1815), et président duc collège électoral de Baume-les-Dames (1816).
Le 4 octobre 1816, il fut élu député par le collège de département du Doubs. Soutien actif et fidèle du gouvernement, il fut appelé aux fonctions de procureur général près la cour royale de Lyon (1818) et fut réélu député le 11 septembre 1819. À l'ouverture de la session, il fut proposé, le second, pour la présidence de la Chambre, qui fut donnée par le roi à Auguste Ravez, Courvoisier devenant l'un des vice-présidents. Lors de la discussion de l'Adresse, il proposa d'y insérer un paragraphe en valeur de l'inviolabilité de la Charte et contre les prédications des missionnaires. Sa motion fut rejetée. Il se rapprocha alors de la gauche, fit rappeler à l'ordre Clausel de Coussergues, qui traitait l'opposition d'« assemblage de révolutionnaires », combattit, après l'attentat de Louvel, la suspension de la liberté individuelle et parla contre la loi du double vote.
Non réélu en 1824, il se consacra à ses fonctions judiciaires. Sa nomination comme garde des sceaux dans le ministère Polignac le 8 août 1829 étonna l'opinion publique. Courvoisier avait accepté non sans hésitation. Mais après l'adresse des 221 et la décision préventive prise par le prince de Polignac de résister quand même à une nouvelle Chambre qui serait hostile à sa politique, il démissionna le 19 mai 1830 et fut nommé le même jour ministre d'État et membre du conseil privé.
Il quitta la vie politique après les Trois Glorieuses. Durant le procès des ministres de Charles X, il fit à la Chambre des pairs une déposition atténuante, surtout pour Polignac. 
Il mourut en 1835 à Lyon en revenant de Barèges où l'avait conduit le mauvais état de sa santé.

## Publications
- Dissertation sur le droit naturel (1804)
- Traité sur les obligations divisibles et indivisibles (1807)
- Discours (1827)

## Pour approfondir